# (39289) 2001 CT28
(39289) 2001 CT28 est un astéroïde troyen de Jupiter de 13,386 km de diamètre découvert en 2001.

## Description
(39289) 2001 CT28 a été découvert le 2 février 2001 à la Station Anderson Mesa, un des deux sites d'observation de l'observatoire Lowell en Arizona (États-Unis), par le programme Lowell Observatory Near-Earth-Object Search (LONEOS).

### Caractéristiques orbitales
L'orbite de cet astéroïde est caractérisée par un demi-grand axe de 5,25 ua, un périhélie de 5,01 ua, une excentricité de 0,05 et une inclinaison de 10,01° par rapport à l'écliptique. Du fait de ces caractéristiques, à savoir un demi-grand axe compris entre 4,6 et 5,5 ua et un périhélie inférieur à 0,3 ua, il est classé, selon la JPL Small-Body Database, astéroïde troyen de Jupiter du camp troyen. Il est situé au point de Lagrange L5 du système Soleil-Jupiter.

### Caractéristiques physiques
(39289) 2001 CT28 a une magnitude absolue (H) de 12,4 et un albédo estimé à 0,119, ce qui permet de calculer un diamètre de 13,386 km. Ces résultats ont été obtenus grâce aux observations du Wide-Field Infrared Survey Explorer (WISE), un télescope spatial américain mis en orbite en 2009 et observant l'ensemble du ciel dans l'infrarouge, et publiés en 2011 dans un article présentant les résultats concernant 1 739 astéroïdes troyens de Jupiter et 349 candidats.